# Pselaptrichus
Pselaptrichus är ett släkte av skalbaggar. Pselaptrichus ingår i familjen kortvingar.

## Dottertaxa tillPselaptrichus, i alfabetisk ordning[1]
- Pselaptrichus auctumnus
- Pselaptrichus burdicki
- Pselaptrichus carinatus
- Pselaptrichus cavatus
- Pselaptrichus chandleri
- Pselaptrichus cornus
- Pselaptrichus curiosus
- Pselaptrichus cuspidatus
- Pselaptrichus frigidus
- Pselaptrichus gibbosus
- Pselaptrichus helferi
- Pselaptrichus hocus
- Pselaptrichus incognitus
- Pselaptrichus intimus
- Pselaptrichus levinei
- Pselaptrichus loebli
- Pselaptrichus magaliae
- Pselaptrichus marshi
- Pselaptrichus minimus
- Pselaptrichus oculatus
- Pselaptrichus ornatus
- Pselaptrichus parki
- Pselaptrichus pennatus
- Pselaptrichus perditus
- Pselaptrichus perfidus
- Pselaptrichus plusculus
- Pselaptrichus propinquus
- Pselaptrichus proprius
- Pselaptrichus rectus
- Pselaptrichus rothi
- Pselaptrichus shastensis
- Pselaptrichus silvanus
- Pselaptrichus similis
- Pselaptrichus spinosus
- Pselaptrichus tenuis
- Pselaptrichus tuberculipalpus
- Pselaptrichus vanus
- Pselaptrichus venustrus